# أوروش غولوبوفيتش
أوروش غولوبوفيتش (بالسيريلية الصربية: Uroš Golubović) هو لاعب كرة قدم صربي في مركز حراسة المرمى، ولد في 19 أغسطس 1976 في بلغراد في صربيا. لعب مع راد بيوغراد ولودوغورتس رازغراد ونادي سبارتاك فارنا ونادي لوكوموتيف صوفيا ونادي ليتكس لوفتش.

## وصلات خارجية
- أوروش غولوبوفيتش على موقع الاتحاد الأوربي (الإنجليزية)
- أوروش غولوبوفيتش على موقع قاعدة بيانات كرة القدم.إي يو (الإنجليزية)
- أوروش غولوبوفيتش على موقع Soccerway.com (الإنجليزية)
- أوروش غولوبوفيتش على موقع عالم كرة القدم.نت (الإنجليزية)